# Labbe de McCormick
Stercorarius maccormicki
Espèce
Statut de conservation UICN

 LC  : Préoccupation mineure
Le Labbe de McCormick (Stercorarius maccormicki) dit aussi Skua antarctique ou encore Labbe antarctique est une espèce d'oiseau de mer appartenant à la famille des stercorariidés. Elle commémore l'explorateur et naturaliste britannique Robert McCormick.

## Systématique
Le nom valide complet (avec auteur) de ce taxon est Stercorarius maccormicki H.Saunders, 1893.
Ce taxon porte en français le nom vernaculaire ou normalisé suivant : Labbe de McCormick,.
Stercorarius maccormicki a pour synonymes :
- Catharacta maccormicki (H.Saunders, 1893)

- Catharacta skua subsp. maccormicki (Saunders, 1893)

- Stercorarius maccormicki subsp. maccormicki

- Stercorarius maccormicki subsp. maccormicki